# Javier Valle
Francisco Javier Valle Herrera (Sayula, Jalisco; 26 de noviembre de 1936-11 de abril de 2022) fue un futbolista mexicano que jugaba en la posición de mediocampista. Jugó para el Club Deportivo Guadalajara y fue parte del Campeonísimo.
Se inició en las infantiles del GAF de la liga interparroquial, después pasaría al Guadalajara donde estuvo en infantiles, juveniles, segunda fuerza, especial y reservas. Debutó en la Copa de Oro de 1960 contra el Oro.
En la liga, debuta en la temporada 1960-61 en la Media sustituyendo al "Bigotón" Jasso después de su lesión, logrando su primer título en esa temporada. Poco tiempo después se hace de un lugar titular en el medio campo junto al mismo Jasso en la temporada 1961-62 donde logran de nueva cuenta el campeonato. 
En el título de la temporada 1962-63 también estuvo presente pero en esta temporada la titularidad se vio disputada con Javier Barba en el medio campo. Para la 1964-65 fue relegado a la banca y solo jugaría 6 encuentros.

## Clubes
| Club        | País   | Año         |
| ----------- | ------ | ----------- |
| Guadalajara | México | 1960 - 1967 |

## Palmarés

### Títulos regionales
| Título                   | Equipo      | País   | Año  |
| ------------------------ | ----------- | ------ | ---- |
| Copa de Oro de Occidente | Guadalajara | México | 1960 |

### Títulos nacionales
| Título               | Equipo      | País   | Año     |
| -------------------- | ----------- | ------ | ------- |
| Primera División     | Guadalajara | México | 1960-61 |
| Campeón de Campeones | Guadalajara | México | 1960-61 |
| Primera División     | Guadalajara | México | 1961-62 |
| Copa México          | Guadalajara | México | 1962-63 |
| Primera División     | Guadalajara | México | 1963-64 |
| Campeón de Campeones | Guadalajara | México | 1963-64 |
| Primera División     | Guadalajara | México | 1964-65 |
| Campeón de Campeones | Guadalajara | México | 1964-65 |

### Títulos internacionales
| Título                           | Equipo      | País   | Año  |
| -------------------------------- | ----------- | ------ | ---- |
| Copa de Campeones de la Concacaf | Guadalajara | México | 1962 |